# الحرب الأهلية الساسانية 589–591
كانت الحرب الأهلية الساسانية في 589–591 نزاعًا اندلع عام 589، بسبب سخط النبلاء تجاه حكم هرمز الرابع، وقد استمرت حتى عام 591، حيث انتهت بإسقاط الغاصب بهرام جوبين عضو السلالة المهرانية وعودة الأسرة الساسانية حكامًا لإيران.
اندلعت الحرب الأهلية بسبب معاملة الملك هرمز الرابع القاسية للنبلاء ورجال الدين، الذين لم يثق بهم. هذا ما جعل بهرام جوبين يبدأ تمردًا كبيرًا، في حين نفّذ أخوين من السلالة الأسباهبذانية هما ويستهم وفندوييه انقلابًا ضده، مما أدى إلى إصابة هرمز الرابع بالعمى وموته في النهاية. لقد توِّج ابنه كسرى الثاني ملكًا بعد ذلك.
ومع ذلك، فإن هذا لم يغير رأي بهرام جوبين، الذي أراد استعادة الحكم الفرثي في إيران. أُجبر كسرى الثاني في النهاية على الفرار إلى الأراضي البيزنطية، حيث أقام تحالفًا مع الإمبراطور البيزنطي موريكيوس ضد بهرام جوبين. وفي عام 591، غزا كسرى الثاني وحلفاؤه البيزنطيون أراضي بهرام جوبين في بلاد ما بين النهرين، حيث نجحوا في هزيمته، بينما استعاد كسرى الثاني العرش. فر بهرام جوبين بعد ذلك إلى أراضي الترك في بلاد ما وراء النهر، ولكن لم يمض وقت طويل على اغتياله أو إعدامه بتحريض من كسرى الثاني.

## الخلفية
عندما اعتلى كسرى العرش الساساني عام 531، بدأ سلسلة من الإصلاحات التي بدأها والده وسلفه قباذ بن فيروز. كانت هذه الإصلاحات موجهة في الغالب إلى نخب الإمبراطورية الساسانية، التي أصبحت قوية للغاية وتمكنت من عزل العديد من الحكام الساسانيين. كان كسرى ناجحًا للغاية في هذه الإصلاحات، وبعد وفاته عام 579، خلفه ابنه هرمز الرابع، الذي واصل سياسات والده، ولكن بطريقة أقسى؛ ومن أجل السيطرة على النخب، وعلى حد تعبير شابور شهبازي، فقد «لجأ إلى القسوة والتحقير والإعدام». كان هرمز معاديًا للغاية للنخب ولم يثق بهم. لذلك، وقف باستمرار مع الطبقات الدُنيا.
كما رفض هرمز طلبات الكهان الزرادشتيين لاضطهاد المسيحيين. لم يكن يحب الكهان الزرادشتيين، وبالتالي قتل الكثير منهم، بما في ذلك رئيس الكهنة (موبيد) نفسه. وعلاوة على ذلك، خفّض هرمز بشكل كبير رواتب الجيش بنسبة 10 في المائة، وقتل العديد من الأعضاء الأقوياء والبارزين من النخبة، بما في ذلك الوزير الكاريني الشهير لوالده، بزرجمهر، وشقيق الأخير سيماه برزين؛ من السلالة المهرانية ومن السلالة الأسباهبذانية؛ الأصبهبذ («قائد الجيش») بهرام ماه أذر، ومن السلالة الأسباهبذانية شابور، والد ويستهم وفندوييه. ووفقًا لمؤرخ العصور الوسطى الفارسي الطبري، يُقال إن هرمز أمر بقتل 13,600 من النبلاء والدينيين.

## اندلاع الحرب الأهلية

### تمرد بهرام جوبين
في 588، غزا جيش ضخم من الهياطلة - الترك المحافظة الساسانية هاريف. تم تعيين بهرام جوبين، وهو عبقري عسكري من السلالة المهرانية، قائدًا لحراسة خراسان. وبعد ذلك تم تعيينه قائدًا لجيش قوامه 12 ألف جندي. لقد قام بهجوم مضاد ضد الترك، ونجح في هزيمتهم، وقتل حاكمهم باغا قاغان (المعروف باسم الشوا / سافا / سابا في المصادر الساسانية). وبعد مرور بعض الوقت، هُزم بهرام على يد الإمبراطورية البيزنطية في معركة على ضفاف نهر آراس. استخدم هرمز الرابع، الذي كان يغار من بهرام جوبين، هذه الهزيمة كذريعة لإقالة بهرام من منصبه، وأهانه.

### الانقلاب في طيسفون ومسيرة بهرام جوبين
غضب بهرام من تصرفات هرمز، وردّ بالتمرد، وبسبب مكانته النبيلة ومعرفته العسكرية الكبيرة، انضم إليه جنوده وآخرين. ثم عيّن حاكمًا جديدًا لخراسان، وبعد ذلك تم تعيينه لطيسفون. هذه هي المرة الأولى في التاريخ الساساني التي تتحدى فيها سلالة فرثية شرعية العائلة الساسانية من خلال التمرد. أُرسِل آزين غوشناسب لقمع التمرد، لكنه قُتل في همدان على يد أحد رجاله واسمه زادسبراس. كما تم إرسال قوة أخرى بقيادة ساراميس الأكبر لإيقاف بهرام، الذي هزمه ودهسته الفيلة حتى الموت. من المفترض أن الطريق الذي سلكه بهرام كان الحافة الشمالية للهضبة الإيرانية، حيث صد هجومًا بتمويل روماني من قبل الأيبيريين وآخرين على أدوربادجان، وقد تعرض لانتكاسة طفيفة من قبل القوة الرومانية المستخدمة في القوقاز. ثم سار جنوب ميديا، حيث كان الملوك الساسانيون، بما في ذلك هرمز، يقيمون عادة خلال الصيف.

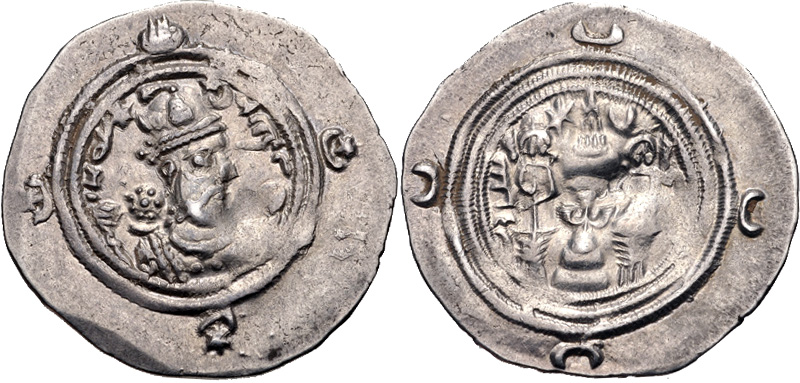
عملة كسرى الثاني، سُكّت عام 590.

ثم غادر هرمز إلى الزاب الكبير من أجل قطع الإرسال بين طيسفون والجنود الإيرانيين على الحدود الرومانية. وفي ذلك الوقت تقريبًا كان الجنود متمركزين خارج نصيبين، المدينة الإيرانية الرئيسية في شمال بلاد ما بين النهرين. ومع ذلك، تمردوا أيضًا على هرمز وتعهدوا بالولاء لبهرام. نما تأثير بهرام وتزايدت شعبيته. كانت القوات الموالية الساسانية المُرسلة شمالًا ضد المتمردين الإيرانيين في نصيبين تغمرها دعاية المتمردين. في النهاية تمردت القوات الموالية وقتلت قائدها، مما جعل موقع هرمز غير مستدام، حيث قرر الإبحار في نهر دجلة واتخاذ ملاذ في الحيرة، عاصمة المناذرة.
ومع ذلك، أطيح بهرمز في ثورة قصر غير دموية على ما يبدو من قبل صهره بيستام وفندوييه، «اللذان كرها هرمز بالمثل» أثناء إقامته في طيسفون. أصيب هرمز بالعمى لفترة وجيزة بإبرة ملتهبة من قبل الأخوين، اللذين وضعا ابنه الأكبر كسرى الثاني (الذي كان ابن أخيهما من خلال جانب والدته) على العرش. قتل الأخوين هرمز بعد فترة وجيزة بموافقة ضمنية على الأقل من كسرى الثاني. ومع ذلك، واصل بهرام مسيرته إلى طيسفون، بحجة الانتقام لهرمز.

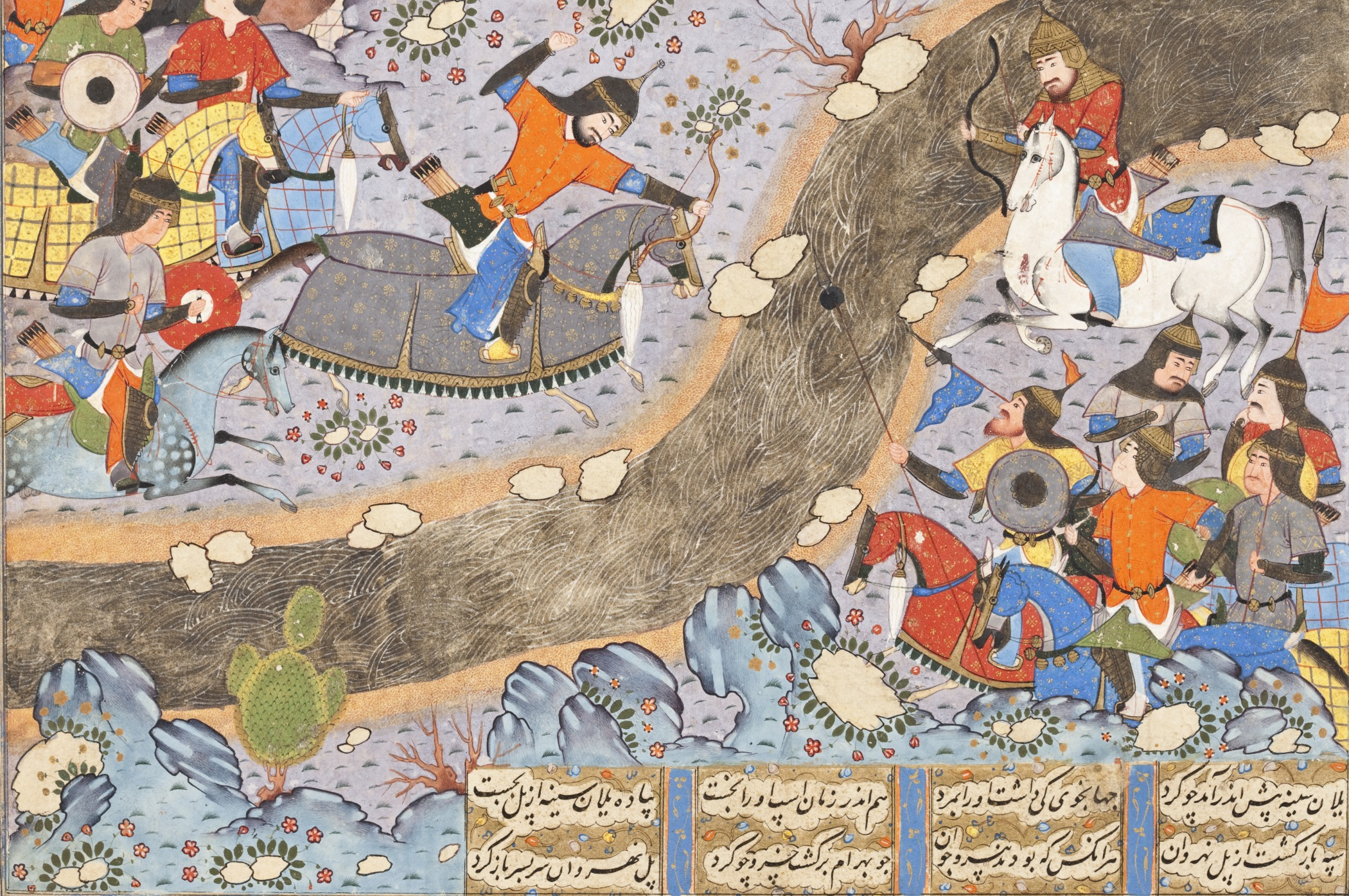
بهرام جوبين يقاتل الموالين للساسانيين بالقرب طيسفون.

ثم اتخذ كسرى موقف العصا والجزرة، وكتب ما يلي إلى بهرام؛ «كسرى، ملوك الملوك، المتسلط على الحاكم، سيد الشعوب، أمير السلام، خلاص البشر، بين الآلهة، الإنسان الصالح والحي إلى الأبد، من بين البشر الإله المحترم، اللامع، المنتصر، الواحد الذي يشرق مع الشمس ويضفي على بصره الليل، ذائع الصيت من خلال أسلافه، الملك الذي يكره، المحسن الذي تعامل مع الساسانيين وأنقذ الإيرانيين ملكهم — إلى بهرام، قائد الإيرانيين، صديقنا.... لقد استولينا أيضًا على العرش الملكي بطريقة مشروعة ولم نُخل بالعادات الإيرانية.... لقد قررنا بشدة عدم خلع الإكليل لدرجة أننا توقعنا حتى أن نحكم على عوالم أخرى، إذا كان هذا ممكنًا.... إذا كنت ترغب في رفاهيتك، فكر فيما يجب القيام به».
ومع ذلك، تجاهل بهرام تحذيره - بعد بضعة أيام، ووصل إلى نهر النهروان بالقرب من طيسفون، حيث حارب رجال كسرى، الذين كان عددهم أقل من جنوده بكثير، والذين تمكنوا من صد رجال بهرام في عدة اشتباكات. ومع ذلك، بدأ رجال كسرى في النهاية يفقدون معنوياتهم وهزموا في النهاية من قبل قوات بهرام جوبين. بعدها، هرب كسرى مع اثنين من أعمامه وزوجتيه وحاشية من 30 نبيلًا إلى الأراضي البيزنطية، بينما سقطت طيسفون في يد بهرام جوبين.

### رحلة كسرى إلى بيزنطة والاستعادة

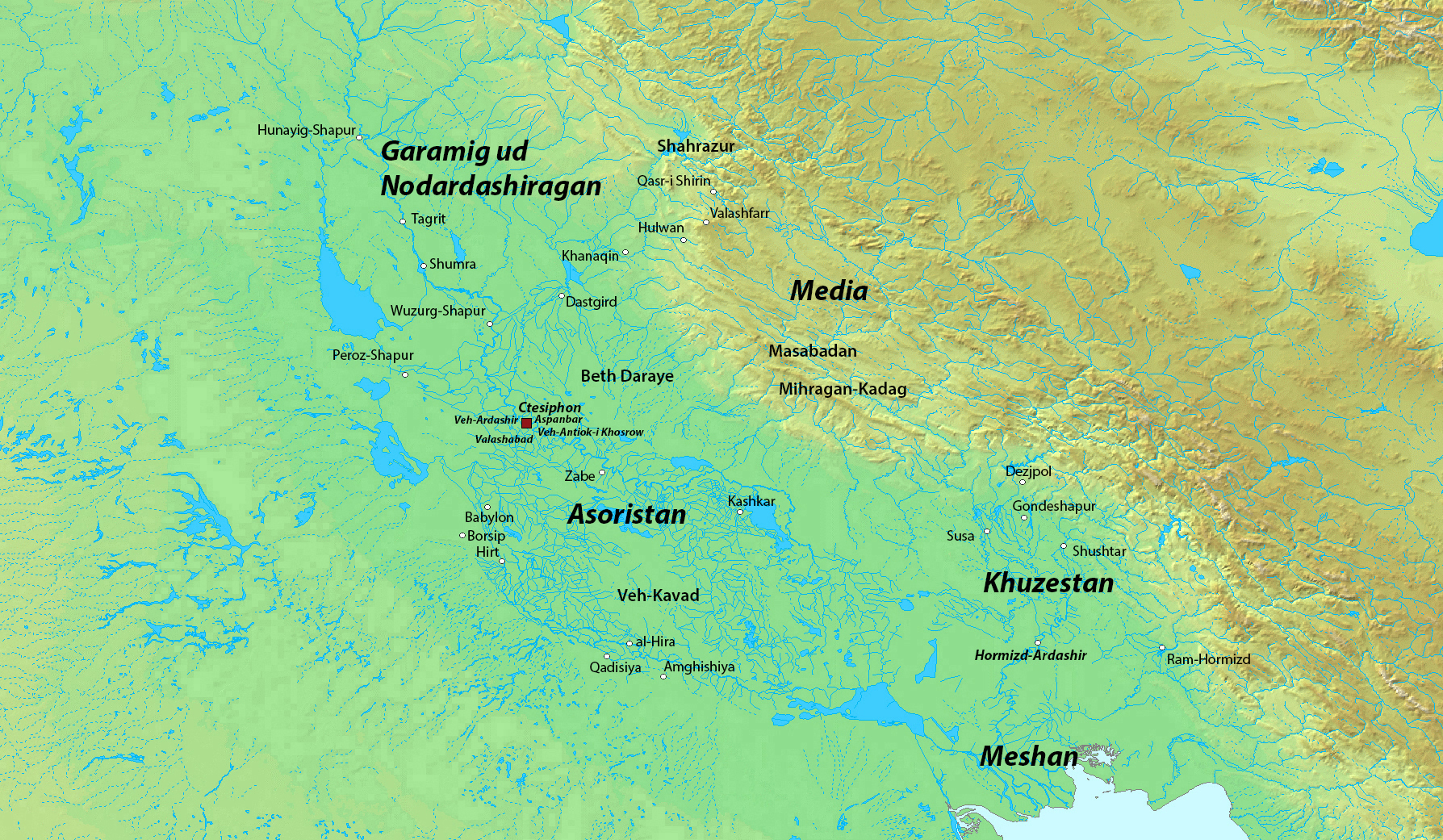
خريطة بلاد ما بين النهرين الساسانية والمناطق المحيطة بها.

من أجل لفت انتباه الإمبراطور البيزنطي موريكيوس (حكم من 582 حتى 602)، ذهب كسرى الثاني إلى سوريا، وأرسل رسالة إلى مدينة مارتيروبوليس الساسانية المحتلة لوقف مقاومتهم ضد البيزنطيين، ولكن دون جدوى. ثم أرسل رسالة إلى موريكيوس، وطلب مساعدته لاستعادة العرش الساساني، وهو الأمر الذي وافق عليه الإمبراطور البيزنطي؛ في المقابل، سيستعيد البيزنطيون السيادة على مدن أميدا وكارهايو دارا ومارتيروبوليس. وعلاوةً على ذلك، طُلب أن تتوقف إيران عن التدخل في شؤون إيبيريا وأرمينيا، والتنازل فعليًا عن السيطرة على لازيكا للبيزنطيين.
في عام 591، انتقل كسرى إلى كونستانتيا واستعد لغزو أراضي بهرام جوبين في بلاد ما بين النهرين، بينما كان فيستام وفندوييه يحشدان جيشًا في أذربيجان تحت مراقبة القائد البيزنطي جون ميستاكون، الذي كان أيضًا يحشد جيشًا في أرمينيا. وبعد مرور بعض الوقت، غزا كسرى مع القائد البيزنطي للجنوب، كومينتيولوس، بلاد ما بين النهرين. خلال هذا الغزو، انشقت نصيبين ومارتيروبوليس بسرعة لهم، وهُزم وقُتل قائد بهرام واسمه زاتسبارهام. تم القبض على أحد قادة بهرام الآخرين، بريزاكيوس، في الموصل وتم قطع أنفه وأذنيه، وتم إرساله بعد ذلك إلى كسرى، حيث قُتل.
بعد مرور بعض الوقت، شعر كسرى بعدم احترام كومينتيولوس، وأقنع موريكيوس باستبدال الأخير بنارسيس كقائد للجنوب. ثم توغل كسرى ونارسيس في عمق أراضي بهرام، واستوليَا على دارا ثم ماردين في فبراير، حيث أعيد تنصيب كسرى ملكًا. بعد ذلك بوقت قصير، أرسل كسرى أحد أنصاره الإيرانيين، ماهبود، للاستيلاء على طيسفون، وهو ما تمكن من تحقيقه.
في هذه الأثناء، غزا عَمّا كسرى وجون ميستاكون شمال أذربيجان وذهبَا جنوبًا في المنطقة، حيث هزما بهرام في بلاراثون. ثم هرب بهرام إلى ترك فرغانة. ومع ذلك، تمكن كسرى من التعامل معه إما باغتياله أو إقناع الترك بإعدامه.

## العواقب

خريطة للحدود الرومانية الساسانية خلال العصور القديمة المتأخرة، بما في ذلك حدود عام 591 بين الإمبراطوريتين.

ثم تم السلام مع البيزنطيين رسميًا. تلقى موريكيوس، لمساعدته، غالب مساحات أرمينيا الساسانية وجورجيا الغربية، وتلقى إلغاء الجزية التي كانت تُدفع سابقًا للساسانيين. يمثل هذا بداية فترة سلمية بين الإمبراطوريتين استمرت حتى 602، عندما قرر كسرى إعلان الحرب ضد البيزنطيين بعد مقتل موريكيوس على يد المغتصب فوقاس.